# Lubeneț, Korop
Lubeneț (în ucraineană Лубенець) este un sat în comuna Atiușa din raionul Korop, regiunea Cernihiv, Ucraina.

## Demografie
Componența lingvistică a localității Lubeneț
     Ucraineană (99,09%)
     Alte limbi (0,91%)
Conform recensământului din 2001, majoritatea populației localității Lubeneț era vorbitoare de ucraineană (99,09%), existând în minoritate și vorbitori de alte limbi.